# Nguyễn Bảo Quân
Nguyễn Bảo Quân (sinh 19 tháng 8 năm 1983) là cựu cầu thủ bóng đá trong nhà, trợ lý huấn luyện viên, huấn luyện viên bóng đá trong nhà (futsal), cựu cầu thủ bóng đá chuyên nghiệp người Việt Nam. Anh đang thi đấu và là đội trưởng cả cho câu lạc bộ Thái Sơn Nam và đội tuyển futsal Việt Nam.

## Sự nghiệp

### Thể Công
Anh tham gia vào hệ thống đào tạo trẻ của Thể Công từ năm 1994. Năm 2002, anh được đôn lên thi đấu ở đội một của Thể Công.

#### Quân khu 5
Mùa giải 2003, anh được đem cho mượn tại câu lạc bộ Quân khu 5. Tuy nhiên, do sơ suất trong quá trình đăng ký thi đấu, anh đã vi phạm quy chế đăng ký tham dự giải và nhận án phạt cấm thi đấu một năm từ Liên đoàn bóng đá Việt Nam. Do án phạt nặng, cộng thêm chấn thương nặng ở lưng, anh đã quyết định giã từ sự nghiệp sân cỏ ở tuổi 21 

### Trà Dilmah
Sau khi chia tay sân cỏ, anh tìm đến bộ môn bóng đá trong nhà (futsal). Anh gia nhập câu lạc bộ Trà Dilmah năm 2004. Sau khi giành được chức vô địch quốc gia năm 2007. Anh (cùng với Tuấn Tú, Trung Kiên) đơn phương rời khỏi đợt tập trung của tuyển quốc gia năm 2009 do bất đồng chính kiến trong vụ việc đối xử thiếu công bằng với đồng đội của ban lãnh đạo. Do vụ việc này, anh bị kỷ luật, phạt tiền, treo giò, và suýt nữa đã phải giải nghệ.

### Thái Sơn Bắc
Sau khi chấm dứt hợp đồng với Trà Dilmah, anh được ông bầu Trần Anh Tú bênh vực và mời về thi đấu tại Thái Sơn Bắc. Anh đã cùng câu lạc vô địch quốc gia ngay trong mùa giải đầu tiên thi đấu là năm 2010.

### Thái Sơn Nam
Năm 2011, anh chuyển sang thi đấu tại câu lạc bộ Thái Sơn Nam, có cùng ông chủ với câu lạc bộ cũ là ông Trần Anh Tú. Từ đầu năm 2013 đến năm 2014, là đội trưởng đồng thời là huấn luyện viên cho đội bóng. Anh đã cùng câu lạc bộ giành ba chức vô địch quốc gia năm 2012, 2013 và 2014.
Song song với chức đội trưởng tại Thái Sơn Nam, anh cũng là đội trưởng của đội tuyển futsal Việt Nam. Anh đã góp công lớn đưa futsal Việt Nam tới World Cup futsal 2016.

## Đời sống cá nhân
Nguyễn Bảo Quân đã kết hôn từ tháng 10 năm 2014. Anh và vợ, Thiên Thanh, đang chung sống tại thành phố Hồ Chí Minh.